# Markenstrategie
Eine Markenstrategie kann als bedingter, langfristiger und globaler Verhaltensplan zur Erreichung der Markenziele definiert werden. Oberstes Markenziel ist der Aufbau und die Steigerung des Markenwertes. Bedingt ist die Markenstrategie insofern, als sie unter Annahme bestimmter, erwarteter Markt- und Unternehmensentwicklungen getroffen wird. Die Globalität der Strategie macht es erforderlich, die konkreten operativen Aufgaben und Ziele herunterzubrechen.
In der Praxis finden geeignete Markenstrategien im horizontalen, vertikalen und internationalen Wettbewerb Anwendung.

## Planungshorizont
Der Planungshorizont einer Markenstrategie ist in der Regel auf drei bis fünf Jahre ausgelegt. Durch diverse Entwicklungen, insbesondere im Internet, ist dieser Planungshorizont auf die Anwendbarkeit von Fall zu Fall zu prüfen und anzupassen.

## Horizontaler Wettbewerb
Die Markenstrategie im horizontalen Wettbewerb umfasst die
Einzelmarkenstrategie, Mehrmarkenstrategie, Markenfamilienstrategie, Markentransferstrategie und Co-Brandingstrategie.

### Einzelmarkenstrategie
Für einzelne Produkte und/oder Leistungen werden im Rahmen der Einzelmarkenstrategie (auch Monomarkenstrategie) jeweils eigene Marken geschaffen. Zu jeder Marke bzw. jedem Produkt wird eine eigene Markenidentität und ein eigenes Markenimage aufgebaut. In erster Linie wird diese Strategie eingesetzt, wenn es sich um heterogene Produkte für verschiedene Kundengruppen und Kundensegmente handelt, wobei der Anbieter der Marke im Hintergrund bleibt und bewusst nicht kommuniziert wird. Beispiele sind in erster Linie auf dem Konsumgütermarkt zu finden. Ein Unternehmen, das die Einzelmarkenstrategie konsequent verfolgt, ist neben Ferrero und seinen Produkten Nutella, Hanuta, Mon Chérie, das Unternehmen Procter & Gamble mit seinen Produkten Ariel, Pampers und Meister Proper.

### Mehrmarkenstrategie
Bei der Mehrmarkenstrategie werden mindestens zwei Marken in denselben Produktbereich eingeführt (mindestens zwei auf den Gesamtmarkt ausgerichtete Marken werden parallel in einem Produktbereich eingeführt). Diese Strategie ist gegenüber der Markenportfoliostrategie abzugrenzen, bei der keine Einschränkung auf denselben Produktbereich vorgenommen wird. Es werden keine  speziellen Segmente angesprochen, sondern der Gesamtmarkt. Die einzelnen Marken unterscheiden sich dabei in den Produkteigenschaften,  im Preis oder im kommunikativen Auftritt.
Im Automobilsektor ist die Mehrmarkenstrategie weit verbreitet; so hat die Volkswagen AG neben zwei Lkw- auch sechs Pkw-Marken unter dem Konzerndach vereinigt, Toyota drei und General Motors acht. Die Marken sollen unterschiedliche Käufergruppen und deren Vorlieben gezielt ansprechen (z. B. sportlich, robust, hochwertig, preiswert). Die Marken werden durch ein entsprechendes Produktdesign, bestimmte Produktmerkmale und ein geeignetes Image bewusst voneinander abgegrenzt, obwohl sie technisch viele Gemeinsamkeiten aufweisen können. Dadurch sollen auch Kannibalisierungseffekte innerhalb eines Konzerns vermieden werden. Im technischen Bereich wird dennoch versucht, die Fahrzeuge der unterschiedlichen Marken auf einer einheitlichen konstruktiven Basis zu entwickeln (siehe Plattform (Automobil)) und möglichst viele gleiche Bauteile zu verwenden. Dies drückt sich auch in konzernweiten Produktbeschreibungen aus, in denen bestimmte markentypische technische oder optische Merkmale nur der entsprechenden Marke zugeordnet werden.

#### Nachteile
Als Folge einer Vielzahl von Marken kommt  bei Neueinführung trotz großer Investition oft nur geringer Umsatzzuwachs zustande und Komplexitätskosten können steigen, so dass die Rentabilität bei Mehrmarkenstrategie trotz Umsatzanstieg oft verschlechtert wird.
Marken eines Unternehmens nehmen sich gegenseitig Marktanteile weg und die Gefahr der Übersegmentierung ist gegeben.
Soll die Mehrmarkenstrategie Erfolg haben, müssen Management-Know-how und genügend finanzielle Mittel vorhanden sein. Außerdem muss eine glaubwürdige Markendifferenzierung gegeben sein.

#### Vorteile
Der Markt wird besser ausgeschöpft. Durch Produktdifferenzierung können Markenwechsler besser gehalten werden, die Wettbewerbsposition wird durch  „Konkurrenz im eigenen Haus“ abgesichert und durch Einführung einer Kampfmarke hat man die Chance, die übrigen Marken eines Unternehmens aus einem Preiskampf herauszuhalten. Konkurrenzmarken haben erhöhte Markteintrittsbarrieren durch eine Regalflächenabdeckung.

#### Beispiele
Die Altria Group (früher Philip Morris) bietet die Zigarettenmarken Marlboro und Merit an. Schwarzkopf ist mit Taft und News im Bereich Haarstyling vertreten und bietet so gleiche Produktvarianten. Axe und Dove (Unilever) stehen eigentlich in Konkurrenz zueinander, sind aber aus demselben Konzern.

### Markenfamilienstrategie
Im Rahmen der Markenfamilienstrategie  werden für bestimmte Produkt- und Leistungsgruppen einheitliche Marken gewählt und angeboten. Bestehende und hinzukommende Produkte profitieren somit von einem aufgebauten Markenimage.

#### Vorteile
Neben einer vereinfachten Produktlinienerweiterung werden durch die Anwendung dieser Markenstrategie die Eintrittsbarrieren für Wettbewerber deutlich erhöht.

#### Nachteile
Eine Einschränkung der Familienmarkenstrategie ist die Einschränkung auf verwandte Nutzungsfelder. Ein Imagetransfer lässt sich auf artfremde Produkte nur sehr schwer realisieren. Zudem besteht die Gefahr, dass ein Negativimage eines Produktes bzw. der Marke auf die anderen Produkt abfärbt.

#### Beispiel
Die Beiersdorf AG nutzt mit der Marke Nivea die Familienmarkenstrategie, indem sie Allzweckcreme, Babypflege, Haarpflege und Sonnenpflege anbietet. Alle Produkte profitieren durch ein zentrales Image der Marke Nivea.

### Markentransferstrategie
Die Markentransferstrategie ist eine Strategie, bei der ein Unternehmen weitere Produkte unter dem Namen einer bereits bestehenden und erfolgreichen Marke ins Sortiment aufnimmt und vertreibt. Ziel ist es, existierende und schon gespeicherte (positive) Vorstellungsbilder einer Marke und Präferenzen auf das neue Produkt zu übertragen. Einem Neuprodukt kann so relativ schnell und kostengünstig zu einem Image verholfen werden, da es durch das Image der bereits bestehenden Produkte gestützt wird (Goodwill-Transfer). Dieser Imagetransfer kann sich sowohl positiv als auch negativ auswirken.

## Vertikaler Wettbewerb
Die Markenstrategie im vertikalen Wettbewerb umfasst Herstellermarken und Handelsmarken wie beispielsweise Gattungsmarken, Eigenmarken, Premiummarken des Handels.

## Internationaler Wettbewerb
Bei der Ausübung von internationalen Geschäftsaktivitäten steht das Markenmanagement vor der Entscheidung, ob sämtliche Elemente der Markenführung den jeweiligen Marktgegebenheiten angepasst werden soll oder ob eine standardisierte Marktbearbeitung durchzuführen ist. In diesem Dualismus zwischen Standardisierung und Differenzierung lassen sich drei unterschiedliche Strategietypen identifizieren, und zwar die globale, lokale und glokale Markenstrategie.
Im Rahmen von globalen Markenstrategien wird die strategische und operative Ausgestaltung des Markenmanagements nicht an lokale Besonderheiten der jeweiligen Märkte angepasst. Im Kontrast dazu steht die lokale Markenstrategie, bei der die Marke länderspezifisch modifiziert wird. In der Praxis zeigt sich, dass Unternehmen oftmals eine Mischform verfolgen. Diese wird als glokale Markenstrategie benannt und zeichnet sich durch einen möglichst hohen Standardisierungsgrad bei gleichzeitiger Adaption an ausgewählte Länderspezifika aus.
In der Wissenschaft wird seit langem die Erfolgswirksamkeit dieser Strategietypen diskutiert. Es lassen sich Befürworter für eine globale und lokale Markenstrategie identifizieren. Eine aktuelle empirische Studie belegt jedoch, dass eine glokale Markenstrategie die größte Erfolgswirkung ausübt.